# ユール・フランセン
ユール・フランセン（Juul Franssen、1990年1月18日 - ）はオランダ出身の柔道選手。階級は63kg級。

## 人物
2005年のヨーロッパカデ57kg級で2位になると、翌年には優勝した。2008年のヨーロッパジュニアで優勝するが、翌年は3位だった。2010年には世界団体で優勝した。2012年にはU23ヨーロッパ選手権、2013年にはヨーロッパ選手権団体戦でそれぞれ優勝した。その後階級を63kg級に変更すると、2015年の世界選手権で5位、グランドスラム・パリでは2位になった。2016年のワールドマスターズでは決勝で田代未来に敗れて2位だった。リオデジャネイロオリンピックにはアニカ・ファンエムデンとの代表争いに敗れて出場できなかった。グランドスラム・アブダビでは優勝した。2017年にはグランプリ・ハーグで優勝、ワールドマスターズでも3位になった。一方で、オランダ柔道連盟はリオデジャネイロオリンピックでファンエムデンの銅メダル1個に終わった反省から、強化選手をアーネム周辺のナショナルトレーニングセンターにおいてナショナルコーチの下、集中的に強化する方針を打ち立てたが、ロッテルダムで自らのコーチに付いてトレーニングと勉学に取り組んでいたフランセンはその方針に従わず強化選手を外された。それを不服として裁判所に提訴すると訴えが認められて、一定の期間ナショナルトレーニングセンターで練習を積むことを条件に強化選手に復帰した。2018年のグランドスラム・エカテリンブルグでは決勝で能智亜衣美に敗れて2位だった。世界選手権では準々決勝で田代未来に敗れるも、その後の3位決定戦でドイツのマルティナ・トライドスを破って3位になった。2019年に東京で開催された世界選手権では準決勝で世界チャンピオンのクラリス・アグベニューに敗れるも、3位決定戦で同僚のサンネ・フェルメールを破って3位になった。2021年の東京オリンピックには国内のライバルであるサンネ・フェルメールよりも評価されて選出された。7月に日本武道館で開催された東京オリンピックでは5位だった。2022年9月には現役引退を表明した。

## 主な戦績
57kg級での戦績
- 2005年 - ヨーロッパカデ　2位
- 2006年 - ヨーロッパカデ　優勝
- 2008年 - ベルギージュニア国際　優勝
- 2008年 - ヨーロッパジュニア　優勝
- 2009年 - ベルギージュニア国際　優勝
- 2009年 - ヨーロッパジュニア　3位
- 2010年 - 世界団体　優勝
- 2011年 - グランプリ・アブダビ　2位
- 2012年 - U23ヨーロッパ選手権　優勝
- 2013年 - ヨーロッパ選手権団体戦　優勝

63kg級での戦績
- 2013年 - ヨーロッパオープン・ミンスク　優勝
- 2015年 - ベルギー国際　優勝
- 2015年 - グランプリ・サムスン　3位
- 2015年 - 世界選手権　5位
- 2015年 - グランドスラム・パリ　2位
- 2016年 - グランプリ・アルマトイ　3位
- 2016年 - ワールドマスターズ　2位
- 2016年 - グランドスラム・アブダビ　優勝
- 2017年 - グランプリ・ハーグ　優勝
- 2017年 - グランドスラム・東京　5位
- 2017年 - ワールドマスターズ　3位
- 2018年 - グランドスラム・エカテリンブルグ　2位
- 2018年 - 世界選手権　3位
- 2018年 -　グランドスラム・アブダビ　優勝
- 2019年 - グランドスラム・バクー　3位
- 2019年 - グランプリ・ザグレブ　5位
- 2019年 - 世界選手権　3位
- 2020年 - ヨーロッパ選手権　3位
- 2021年 -　東京オリンピック　5位

(出典、JudoInside.com)